# 科學衛星一號
科學卫星一號 是一顆加拿大的 卫星 ，被设计來观察 地球大气层。它的主要科學酬載包含：光傅立叶变换红外光谱仪、ACE-FTS裝置、以及紫外线 分光光度计、MAESTRO。 这些设备會记录穿过地球大气层之後陽光光谱，依此分析大氣中的化学元素。

## 设计與建造
科卫一是一相对较小的卫星，重約 150（330磅）。它長的就像一面鼓，直径和深度各约五英尺。  加拿大航天局(CSA) 負責协调它的设计、发射和使用。 主要承包商是温尼伯的布里斯托航太，是开发ACE-FTS儀器的魁北克市ABB Bomem Inc. 的主要承包商。 科卫一的总開發成本，加拿大航天局在2003年估计 約是6千萬加元。而在发射15 年后，该卫星及其儀器仍然正常运作。

### ACE-FTS
ACE-FTS 仪器是科卫-1的主要酬載。 大气化学实验(Atmospheric Chemistry Experiment, ACE)的主要科学目标是測量並理解，臭氧是如何在对流层和平流层達成動態化學平衡。 ACE测量的原理是掩星技术。 74度的高倾角，低地球轨道 650 km（400 mi） ，讓ACE能涵盖热带、中纬度和极地地区。
分光计是古典迈克耳孙干涉仪的光學布局最佳化版本。 其高度摺疊的双通光学设计，使得儀器能在極小體積裡非常高效率的運作。 達成信噪比(signal-to-noise ratio, SNR)優于100 的成就，视野(field-of-view, FOV) 1.25毫弧度、光圈直径100 毫米(4")。干涉次系统使用一个半导体激光作為计量来源。
辅助可见光/近红外线成像仪(Visible/Near-infrared Imager, VNI)使用0.525和1.02微米的兩個過濾器，透過觀測太阳辐射的吸收狀況监测气溶胶。该儀器还包括一个太陽追蹤儀提供太陽辐射中心的精確指向，並具有誤差小于3微弧度的稳定性。 ACE-FTS儀器在2003年8月12日推出。
ABB 是设计和制造ACE-FTS儀器的主要承包商。

### MAESTRO
利用掩星测量气溶胶在同温层和对流层吸收狀況(Measurements of Aerosol Extinction in the Stratosphere and Troposphere Retrieved by Occultation, MAESTRO)仪器，搭載於科卫一，負責臭氧、二氧化氮、水蒸气和 气溶胶 在 地球大气层中垂直分布的量測。MAESTRO由一个UV-VIS-NIR 分光光度计 所組成，可測量的光谱範圍橫跨285~1030 纳米。

## 轨道
科卫一每天穿过地球的影子15次，獲取地球 遮掩 後的阳光使光谱分析那些，氣球與飛機難以到達、對衛星來說卻又太低的高层大气的结构與化学組成。这种分析可以帮助我們了解 臭氧层 消耗情形及其他高层大气现象。
科卫一2003年8月12日自范登堡空軍基地，由NASA的L-1011上搭載的飛馬座運載火箭發射，置放在低地球轨道(LEO)。预计工作年限是二~五年，然而它仍持續運行到2018年。 最新的任務消息可以從ACE任務的公開数据獲得。
滑铁卢大学, 纽约大学、 多伦多大学和其他几个加拿大的大学共同合作，设计实验并测试该卫星。

## 外部連結
- 大气化学实验(ACE) （页面存档备份，存于）
- ABB Bomem,Inc. （页面存档备份，存于）
- MAESTRO